# Campeonato Mundial de Patinação Artística no Gelo de 1957
O Campeonato Mundial de Patinação Artística no Gelo de 1957 foi a quadragésima oitava edição do Campeonato Mundial de Patinação Artística no Gelo, um evento anual de patinação artística no gelo organizado pela União Internacional de Patinação (em inglês:  International Skating Union) onde os patinadores artísticos competem pelo título de campeão mundial. A competição foi disputada entre os dias 26 de fevereiro e 2 de março, na cidade de Colorado Springs, Colorado, Estados Unidos.

## Eventos
- Individual masculino
- Individual feminino
- Duplas
- Dança no gelo

## Medalhistas
| Evento                        | Ouro                                        | Prata                                             | Bronze                                         |
| Individual masculino detalhes | David Jenkins · Estados Unidos              | Tim Brown · Estados Unidos                        | Charles Snelling · Canadá                      |
| Individual feminino detalhes  | Carol Heiss · Estados Unidos                | Hanna Eigel · Áustria                             | Ingrid Wendl · Áustria                         |
| Duplas detalhes               | Barbara Wagner · Robert Paul · Canadá       | Marika Kilius · Franz Ningel · Alemanha Ocidental | Maria Jelinek · Otto Jelinek · Canadá          |
| Dança no gelo detalhes        | June Markham · Courtney Jones · Reino Unido | Geraldine Fenton · William McLachlan · Canadá     | Sharon McKenzie · Bert Wright · Estados Unidos |

## Resultados

### Individual masculino
| Pos.              | Nome                  | Nacionalidade      | Pontos |
| ----------------- | --------------------- | ------------------ | ------ |
| Medalha de ouro   | David Jenkins         | Estados Unidos     | 7      |
| Medalha de prata  | Tim Brown             | Estados Unidos     | 16     |
| Medalha de bronze | Charles Snelling      | Canadá             | 22     |
| 4                 | Alain Giletti         | França             | 33     |
| 5                 | Tom Moore             | Estados Unidos     | 35     |
| 6                 | Norbert Felsinger     | Áustria            | 41     |
| 7                 | Donald Jackson        | Canadá             | 49     |
| 8                 | Robert Brewer         | Estados Unidos     | 59     |
| 9                 | Alain Calmat          | França             | 58     |
| 10                | Michael Booker        | Reino Unido        | 66     |
| 11                | Manfred Schnelldorfer | Alemanha Ocidental | 81     |
| 12                | Hubert Köpfler        | Suíça              | 83     |
| 13                | Yukio Nishikura       | Japão              | 90     |
| 14                | Hideo Sugita          | Japão              | 98     |
| 15                | Kazuo Ohashi          | Japão              | 105    |
| 16                | Charles Keeble        | Austrália          | 111    |
| 17                | William Cherrell      | Austrália          | 117    |

### Individual feminino
| Pos.              | Nome              | Nacionalidade      | Pontos |
| ----------------- | ----------------- | ------------------ | ------ |
| Medalha de ouro   | Carol Heiss       | Estados Unidos     | 7      |
| Medalha de prata  | Hanna Eigel       | Áustria            | 17     |
| Medalha de bronze | Ingrid Wendl      | Áustria            | 21     |
| 4                 | Carole Jane Pachl | Canadá             | 27     |
| 5                 | Claralyn Lewis    | Estados Unidos     | 40     |
| 6                 | Hanna Walter      | Áustria            | 43     |
| 7                 | Joan Schenke      | Estados Unidos     | 71     |
| 8                 | Nancy Heiss       | Estados Unidos     | 63     |
| 9                 | Erica Batchelor   | Reino Unido        | 75     |
| 10                | Karen Dixon       | Canadá             | 75     |
| 11                | Ina Bauer         | Alemanha Ocidental | 79     |
| 12                | Sjoukje Dijkstra  | Países Baixos      | 89     |
| 13                | Joan Haanappel    | Países Baixos      | 84     |
| 14                | Margaret Crosland | Canadá             | 87     |
| 15                | Ilse Musyl        | Áustria            | 87     |
| 16                | Emma Giardini     | Itália             | 104    |
| 17                | Junko Ueno        | Japão              | 118    |
| 18                | Carla Tichatschek | Itália             | 128    |
| 19                | Yuko Araki        | Japão              | 132    |
| 20                | Alice Fischer     | Suíça              | 137    |

### Duplas
| Pos.              | Nome                               | Nacionalidade      | Pontos |
| ----------------- | ---------------------------------- | ------------------ | ------ |
| Medalha de ouro   | Barbara Wagner / Robert Paul       | Canadá             | 8      |
| Medalha de prata  | Marika Kilius / Franz Ningel       | Alemanha Ocidental | 16.5   |
| Medalha de bronze | Maria Jelinek / Otto Jelinek       | Canadá             | 17.5   |
| 4                 | Nancy Rouillard / Ronald Ludington | Estados Unidos     | 31     |
| 5                 | Joyce Coates / Anthony Holles      | Reino Unido        | 32     |

### Dança no gelo
| Pos.              | Nome                                 | Nacionalidade      | Pontos |
| ----------------- | ------------------------------------ | ------------------ | ------ |
| Medalha de ouro   | June Markham / Courtney Jones        | Reino Unido        | 5      |
| Medalha de prata  | Geraldine Fenton / William McLachlan | Canadá             | 11     |
| Medalha de bronze | Sharon McKenzie / Bert Wright        | Estados Unidos     | 16     |
| 4                 | Joan Zamboni / Ronland Junso         | Estados Unidos     | 22     |
| 5                 | Barbara Thompson / Gerard Rigby      | Reino Unido        | 27     |
| 6                 | Cathrine Morris / Michael Robinson   | Reino Unido        | 29     |
| 7                 | Carmel Bodel / Edward Bodel          | Estados Unidos     | 35     |
| 8                 | Beverly Orr / Hugh Smith             | Canadá             | 39     |
| 9                 | Sigrid Knacke / Günther Koch         | Alemanha Ocidental | 42     |
| 10                | Christiane Ellen / Claude Lambert    | França             | 51     |
| 11                | Edith Peikert / Hans Kutschera       | Áustria            | 53     |

## Quadro de medalhas
| Ordem | País               | Medalha de ouro | Medalha de prata | Medalha de bronze |    | Ordem por total |
| ----- | ------------------ | --------------- | ---------------- | ----------------- | -- | --------------- |
| 1     | Estados Unidos     | 2               | 1                | 1                 | 4  | 1               |
| 2     | Canadá             | 1               | 1                | 2                 | 4  | 1               |
| 3     | Reino Unido        | 1               |                  |                   | 1  | 3               |
| 4     | Áustria            |                 | 1                | 1                 | 2  | 4               |
| 5     | Alemanha Ocidental |                 | 1                |                   | 1  | 4               |
| TOTAL | TOTAL              | 4               | 4                | 4                 | 12 | —               |